# یی‌وو ۸۰۸۰۱
سیارک ۸۰۸۰۱ (به انگلیسی: 80801 Yiwu، نامگذاری:2000CP98) هشتاد هزار و هشتصد و یکمین سیارک کشف شده‌است که در ۸ فوریه ۲۰۰۰ کشف شد.